# JinSoul (canção)
"JinSoul" (também conhecido como Kim Lip & JinSoul) é o sétimo single do projeto pre-debut do girl group sul-coreano LOOΠΔ. Foi lançado digitalmente em 26 de junho de 2017 e fisicamente em 28 de junho de 2017, pela Blockberry Creative e distribuída pela CJ E&M. Ele apresenta a integrante JinSoul e contém duas faixas: o solo de Jinsoul, chamado "Singing in the Rain", e um dueto dela com Kim Lip, chamado "Love Letter".

## Lançamento e promoções
JinSoul já havia participado na música de ViVi chamada "Everyday I Need You" e no videoclipe do single ViVi.
Em 13 de junho de 2017, foi anunciado que JinSoul seria a sétima integrante do grupo. O teaser do seu videoclipe solo foi lançado dia 20 de junho. Foi revelado que Kim Lip e JinSoul também teriam um dueto chamado "Love Letter", e que haveria duas versões físicas do single: um chamado "JinSoul" e outro chamado "Kim Lip & JinSoul".
Em 26 de junho, o videoclipe de "Singing in the Rain" foi lançado.

## Faixas
Como descrito na página oficial do grupo no Facebook: 
"Singing in the Rain" é do gênero future bass, e ele dispara os alto-falantes com seu tempo acelarado como um coração a pulsar de excitação. O título da faixa de suporte 'Love Letter', performada por JinSoul e Kim Lip, parece uma balada mas na verdade é uma música cheia de groove, criada entre o impacto das duas garotas com seus estilos únicos e distintos.

## Videoclipe
O vídeo para Singing in the Rain começa com JinSoul chegando sozinha em um local desconhecido e escuro (aparentemente um estacionamento), vestindo um uniforme branco e azul, e segurando uma sacola plástica com um betta azul dentro. Mostra-se que é noite de lua cheia. Ela então chega em um local cheio de aquários, lotados de peixes-dourado laranjas. Então, numa cena preto-e-branco com os tons azuis isolados, o betta que JinSoul estava carregando é mostrado em um jarro de vidro. Há também cenas onde JinSoul está sentada dentro de um aquário rodeado de plantas e vestindo um belo vestido azul. Ao final, JinSoul despeja o betta em um dos aquários com peixes-dourado, e a cena altera para ela (de vestido azul) flutuando no ar com bolhas rodeando seu rosto, como se ela estivesse nadando. O aquário onde JinSoul estava agora é preenchido por uma fumaça azul. Ao avançar da cena, são intercaladas imagens de JinSoul e o betta flutuando, conectando diretamente os dois.
O videoclipe também dispõe de várias cenas de dança, algumas onde é possível ver JinSoul e os dançarinos dançando sobre um chão cheio de água; em outras, é possível ver JinSoul sozinha dançando numa sala escura, rodeada de bastões de luz neon sobre um palco circular semelhante ao que foi visto no videoclipe de Kim Lip. Ao final do videoclipe, também há cenas de JinSoul dançando sozinha na chuva, vestindo seu uniforme escolar azul.
O vídeo acaba com JinSoul, em seu uniforme, encharcada de chuva e segurando uma sacola plástica vazia.

## Lista de faixas
| N.º            | Título                                     | Letras                               | Música                                                                                  | Arranjo                       | Duração |  |
| 1.             | "Singing in the Rain (solo da JinSoul)"    | Park Ji-yeon & Hwang Hyeon           | Lud Wig, Lindell, Daniel, Caesar, Nils Pontus, Petersson, Karl Oskar-Julius & Gummesson | Karl Oskar-Julius & Gummesson | 3:33    |  |
| 2.             | "Love Letter (dueto de JinSoul e Kim Lip)" | 신아녜스 (Shin Annes) & Park Ji-yeon | NOPARI (MonoTree) & Lee Ju Hyeong                                                       | NOPARI (MonoTree)             | 3:10    |  |
| Duração total: | Duração total:                             | Duração total:                       | Duração total:                                                                          | Duração total:                | 6:43    |  |

## Desempenho nas paradas
| Parada                   | Melhores posições | Vendas        |
| ------------------------ | ----------------- | ------------- |
| Gaon Weekly Album Chart  | 18                | - KOR: 1,677+ |
| Gaon Monthly Album Chart | 56                | - KOR: 1,677+ |